# شبنم شمالي
شبنم شمالي (الاسم العلمي: Casuarius unappendiculatus) هو نوع من الطيور يتبع جنس الشبنم من فصيلة الشبنمية.